# Franz Moeller (Elektrotechniker)
Franz Moeller (* 17. Juli 1897 in Berlin; † 13. April 1970 in Göttingen) war ein deutscher Elektrotechniker und Fachbuchautor. Er wurde durch Publikationen zu elektrischen Maschinen, zur elektrischen Messtechnik und im Bereich der Lehre bekannt.

## Leben
Franz Emil Carl Moeller wurde als Sohn des Comptoiristen Carl Joseph Michael Moeller und seiner Ehefrau Therese Emilie Maria geb. Kail am 17. Juli 1897 in der Knobelsdorff Straße 51 in Berlin-Charlottenburg geboren. Moeller studierte an der TH Berlin und wurde 1925 mit der Dissertation Von der Abflachung steiler Wellenstirnen promoviert. An der TH Berlin wurde Moeller Professor und übernahm 1946 die Institutsleitung für Grundlagen der Elektrotechnik und elektrischen Messtechnik. Später wechselte er auf einen Lehrstuhl an der TU Braunschweig. Franz Moeller war ein Fachbuchautor, dessen Werke teilweise viele Auflagen erlebten, als Standardwerke galten und in von anderen Autoren überarbeiteter Form bis heute aufgelegt werden.
Seit 1959 war er Ehrenmitglied der katholischen Studentenverbindung KDStV Niedersachsen Braunschweig.

## Publikationen
- Die Abflachung steiler Wellenstirnen unter Berücksichtigung der Stromverdrängung im Leiter. Springer, Berlin 1926.
- Elektrizität in Haus und Gerät. Reclam, Leipzig 1931.
- mit Gustav Bolz, Melchior Stöckl, Theodor Werr: Elektrotechnik. Ein Leitfaden für Studium und Praxis. 2 Bände. Teubner, Leipzig 1934/1935.
- mit Otto Repp: Elektromotor und Arbeitsmaschine. Springer, Berlin 1936.
- Elektrische Bahnen. Boness & Hachfeld, Potsdam/Leipzig 1940.
- Starkstromtechnik. VDI, Berlin 1940.
- Berichte aus Forschung und Hochschulleben der Technischen Hochschule Carolo-Wilhelmina zu Braunschweig. Hrsg. von Franz Moeller im Auftrag des Senats der Technischen Hochschule; Braunschweig 1952 bis 1963.
- mit Frank Dörrscheidt, Hans Fricke, Wolfgang Latzel: Grundlagen der Regelungstechnik. Teubner, Stuttgart 1989.
- mit Hans Fricke, Heinrich Frohne, Paul Vaske, Karl-Heinz Löcherer, Hans Müller, Thomas Harriehausen, Dieter Schwarzenau (ursprünglich mit Melchior Stöckl und Friedrich Wolff): Moeller – Grundlagen der Elektrotechnik. 24., durchgesehene und korrigierte Auflage. Springer Fachmedien Wiesbaden, 2020.